# Accord entre le Luxembourg et le Portugal relatif à l'emploi des travailleurs portugais au Luxembourg
 (décembre 2021).
La mise en forme du texte ne suit pas les recommandations de Wikipédia : il faut le « wikifier ».
Les points d'amélioration suivants sont les cas les plus fréquents :
- Les titres sont pré-formatés par le logiciel. Ils ne sont ni en capitales, ni en gras.
- Le texte ne doit pas être écrit en capitales (les noms de famille non plus), ni en gras, ni en italique, ni en « petit »…
- Le gras n'est utilisé que pour surligner le titre de l'article dans l'introduction, une seule fois.
- L'italique est rarement utilisé : mots en langue étrangère, titres d'œuvres, noms de bateaux, etc.
- Les citations ne sont pas en italique mais en corps de texte normal. Elles sont entourées par des guillemets français : « et ».
- Les listes à puces sont à éviter, des paragraphes rédigés étant largement préférés. Les tableaux sont à réserver à la présentation de données structurées (résultats, etc.).
- Les appels de note de bas de page (petits chiffres en exposant, introduits par l'outil «  Source ») sont à placer entre la fin de phrase et le point final[comme ça].
- Les liens internes (vers d'autres articles de Wikipédia) sont à choisir avec parcimonie. Créez des liens vers des articles approfondissant le sujet. Les termes génériques sans rapport avec le sujet sont à éviter, ainsi que les répétitions de liens vers un même terme.
- Les liens externes sont à placer uniquement dans une section « Liens externes », à la fin de l'article. Ces liens sont à choisir avec parcimonie suivant les règles définies. Si un lien sert de source à l'article, son insertion dans le texte est à faire par les notes de bas de page.
- La présentation des références doit suivre les conventions bibliographiques. Il est recommandé d'utiliser les modèles {{Ouvrage}}, {{Chapitre}}, {{Article}}, {{Lien web}} et/ou {{Bibliographie}}. Le mode d'édition visuel peut mettre en forme automatiquement les références.
- Insérer une infobox (cadre d'informations à droite) n'est pas obligatoire pour parachever la mise en page.

Pour une aide détaillée, merci de consulter Aide:Wikification.
Si vous pensez que ces points ont été résolus, vous pouvez retirer ce bandeau et améliorer la mise en forme d'un autre article.
 (février 2022).

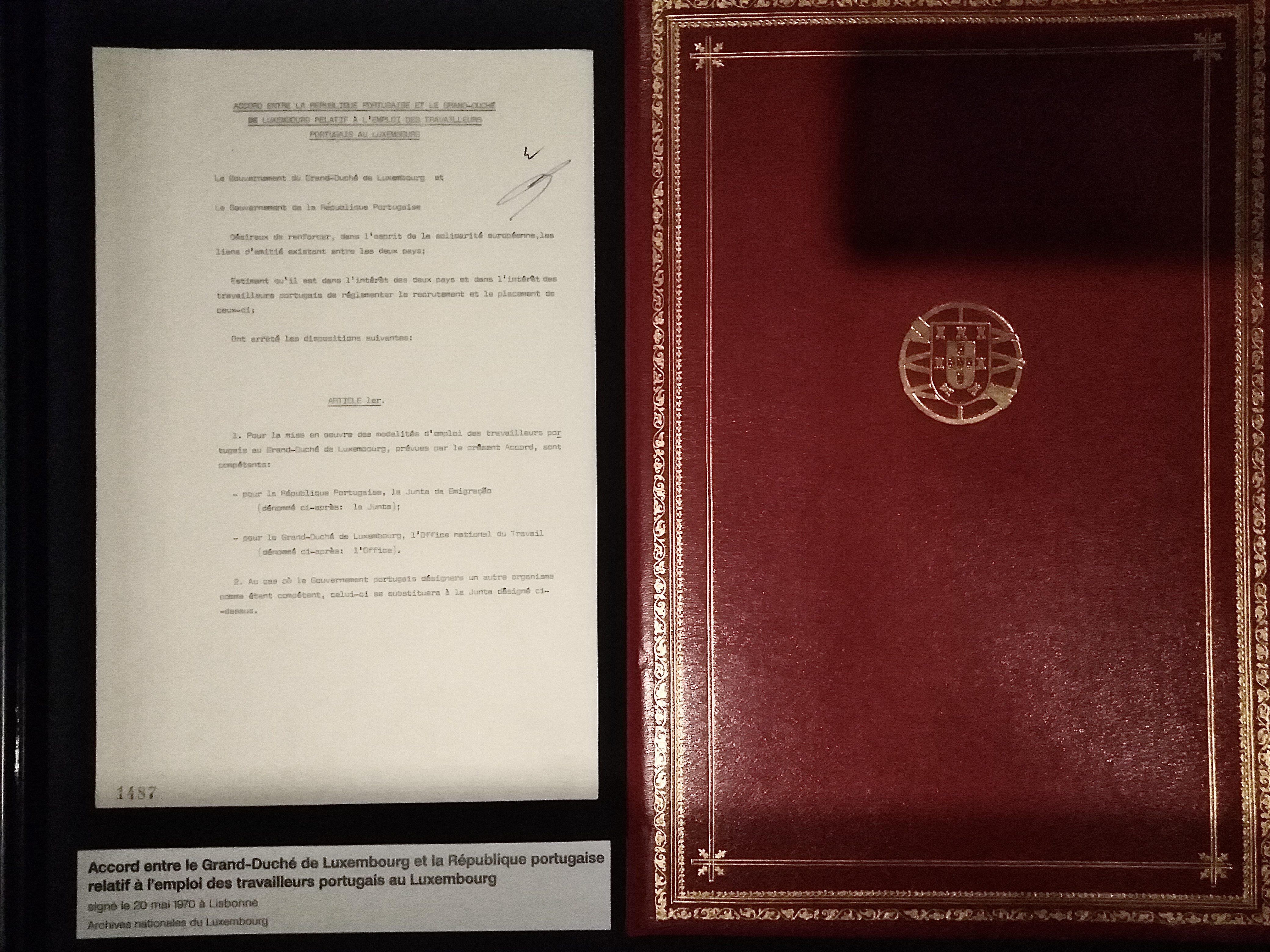
Accord entre la République portugaise et le Grand-duché de Luxembourg relatif à l'emploi des travailleurs portugais au Luxembourg, signé le 20 mai 1970.

Le 20 mai 1970, le Grand-Duché du Luxembourg et la République du Portugal ont signé un accord bilatéral portant sur le recrutement des travailleurs portugais vers le Luxembourg. D’abord signé à Lisbonne, l’accord est ratifié le 11 avril 1972 par la Chambre des députés luxembourgeoise. Cet accord pose les fondements concernant l’immigration massive des Portugais vers le Grand-Duché et représente le premier recrutement actif de la part du gouvernement luxembourgeois dans le domaine de l’immigration.

## Contexte historique
Alors que le Grand-Duché a longuement bénéficié de l'essor industriel lié à la sidérurgie, la seconde moitié des années 1960 met fin à cette période de forte croissance. L’industrie luxembourgeoise était en effet trop dépendante de son industrie sidérurgique. Cependant, à partir de 1969, l'économie se redresse et la production d’acier augmente à nouveau. Cette croissance entraîne alors un fort besoin en main-d’œuvre. Afin d’atténuer la pénurie de main-d’œuvre sur le marché du travail national, le gouvernement luxembourgeois décide de recourir à une politique d'immigration tout en développant son secteur tertiaire. 
De nouvelles entreprises sont créées, notamment dans le domaine de la construction et nécessitent une main d’œuvre plus importante. Les Luxembourgeois étant de plus en plus attirés par le secteur tertiaire, en particulier au sein des domaines bancaire, financier et étatique, une importante pénurie d’ouvriers dans le secteur du bâtiment et de la construction se faisait ressentir. L'immigration d'ouvriers portugais constituait ainsi un moyen de pallier ce problème d'inadéquation entre l'offre et la demande de travail.
Cependant, le Portugal n’était pas le premier choix. En effet, le gouvernement luxembourgeois considérait la Tunisie comme un partenaire potentiel. Or, la religion musulmane posait un éventuel obstacle à l’intégration de ces travailleurs. Afin d’engendrer une immigration culturellement plus proche, le gouvernement luxembourgeois décide de se tourner vers le Portugal. Au-delà de la même religion, la famille grand-ducale avait des liens avec la monarchie portugaise. Sans oublier que c'est au Portugal que le gouvernement s'est réfugié pendant la Seconde Guerre mondiale. Les premiers arrivants de nationalité portugaise étaient originaires des régions rurales et faisaient partie d’un milieu social modeste. Parallèlement à cet accord avec le Portugal, le Luxembourg met en place un accord semblable avec la Yougoslavie, qu'il signe à Belgrade, le 28 mai 1970.

## Contenu de la loi
Le 1er juillet 1970, l’Accord entre en vigueur. Bien qu'il ne soit valable que pour un an, il se renouvèle tacitement pour une année supplémentaire, sauf s’il était dénoncé par écrit par une des parties. Les deux organes responsables pour la mise en œuvre de toutes les modalités sont la Junta da Emigraçao du côté portugais et l’Office national du Travail du côté luxembourgeois. 
L’article 2 prévoit une transmission périodique des besoins en main-d’œuvre de l’Office national du Travail à la Junta. L’Office doit également donner des renseignements sur les conditions générales de vie et de travail au Luxembourg ainsi que des informations portant sur les salaires, les impôts et la sécurité sociale. En annexe de l’Accord se trouve un exemplaire d’une « Fiche personnelle pour demandeur d’emploi ». Ces fiches sont à remplir par les autorités portugaises et à remettre aux autorités luxembourgeoises qui communiqueront par la suite les fiches personnelles aux employeurs ayant déposé une offre d’emploi auprès de l’Office.   
L’article 3 définit les modalités du contrat de travail, comme le genre du travail, la durée, les conditions de travail et de logement ainsi que la rémunération. Dès que le contrat est établi, il est communiqué à la Junta et signé par le travailleur. Avant son départ, le travailleur doit se soumettre à un contrôle médical, conformément à l’article 4. Une fois arrivés au Luxembourg, les travailleurs reçoivent une autorisation de travail valable pour une année qui peut être prolongée par la suite.   
L’article 9 fixe les conditions sous lesquelles la famille du travailleur peut le rejoindre : le travailleur doit avoir travaillé au Luxembourg pendant 3 mois et il doit posséder un logement convenable. La famille comprend l’épouse et les enfants. Dans le même article, le gouvernement luxembourgeois s’engage par le biais du service social pour la main d’œuvre étrangère à aider les nouveaux arrivants portugais dans la première phase d’adaptation.   
L’article 11 détermine que les enfants des travailleurs portugais doivent fréquenter toutes les écoles du système éducatif luxembourgeois. Au-delà, l’Office du travail aidera ces élèves à rechercher un emploi dès qu’ils ont acquis une formation professionnelle. Ce même article prévoit également la mise en place d’un enseignement de la langue portugaise ainsi que des cours complémentaires pour les enfants portugais, voire pour leurs parents.   
Finalement, l’article 15 prévoit la création d’une « Commission Mixte », composée de 3 représentants de chaque pays, qui est censée se réunir au moins une fois par an pour examiner les difficultés et problèmes potentiels survenus lors du recrutement des travailleurs.  

## Impact de la loi
La loi a un effet immédiat. Entre 1969 et 1974, 24 560 Portugais arrivent au Luxembourg. Pendant que l’année 1970 comptait encore environ 5 800 Portugais au Luxembourg, le nombre c’est multiplié par 5 en 1981 pour atteindre 29 000. De loin il s’agit de la hausse la plus grande concernant les travailleurs étrangers au Luxembourg. L’accord avec la Yougoslavie entrainait seulement un surplus de 1 000 travailleurs. Ceci est aussi lié au fait que cet accord ne prévoyait pas l’arrivée des familles des travailleurs. Cette hausse des immigrés provoque aussi la création de plusieurs services et associations : Service Social de l’Immigration (1972), União (1972), précurseur de l’Association de Soutien aux Travailleurs Immigrés (1979). Autre effet bénéfique de cette migration : depuis l’afflux des Portugais, le faible taux de natalité au Luxembourg s’est redressé et supporte ainsi également la croissance économique.
Ce même accord bilatéral fait aussi partie d’un épisode aux contours plutôt xénophobes. En 1973, lors d’une visite du ministre portugais des Affaires étrangères, les autorités luxembourgeoises se sont accordées avec le ministre fasciste pour freiner l’arrivée de Cap-Verdiens au Luxembourg. À l’époque, ces derniers étaient encore des citoyens portugais. Lors d’une séance à la Chambre des députés le 13 février 1973, le député du Parti chrétien-social luxembourgeois (CSV) Jean Spautz répète cette promesse de la « délégation portugaise (…) de n’entreprendre aucune mesure visant à stimuler l’émigration des travailleurs portugais du Cap-Vert et de leurs familles ». Cette déclaration est suivie d’un « Très bien ! » des rangs du CSV,.
Néanmoins, l’immigration portugaise ne s’est jamais interrompue dès la signature des accords entre le Luxembourg et le Portugal. Bien qu’en diminution, les Portugais restent la communauté étrangère la plus grande au Luxembourg, comptant pour 15,2% de la population totale (janvier 2020). 

## Conclusion
Les effets de cet accord sur la migration envers le Grand-Duché sont indéniables : la communauté portugaise au Luxembourg est devenue partie intégrante du pays. Des accords avec un autre pays auraient changé le visage du Luxembourg comme on le connaît aujourd’hui. L’immigration portugaise est souvent comparée à l’immigration italienne au Luxembourg. Cependant, il existe des différences. Une caractéristique qui distingue l’immigration portugaise de celle des Italiens était la volonté, dès le début, de s’installer durablement. En plus, dans le cas de l’immigration italienne, le regroupement familial était plus compliqué et non pas réglé par un traité.